# Kicar
Kicar is een plaats in Slovenië en maakt deel uit van de gemeente Ptuj in de NUTS-3-regio Podravska. De plaats telde 895 inwoners op 1 januari 2020.